# Kasztelania małogoska
Kasztelania małogoska – kasztelania z siedzibą (kasztelem) w Małogoszczu.
Kasztelania małogoska była jedną z trzech kasztelanii zapilickich, które mieściły się początkowo w prowincji łęczyckiej i księstwie łęczyckim, stanowiąc ich południowo-wschodnie krańce znajdujące się na południowy wschód od Pilicy (po jej prawej stronie). Za rządów Konrada Mazowieckiego księstwo łęczyckie utraciło w 1239 r. lub 1243 r. trzy kasztelanie zapilickie, które na stałe przeszły do księstwa sandomierskiego.
Kasztelania znalazła się następnie w ziemi sandomierskiej i od 1320 w województwie sandomierskim. Około połowy XIV wieku, z chwilą przeniesienia władz administracyjnych do Chęcin, Małogoszcz utracił swą rangę i aż do roku 1795 wchodził w skład powiatu chęcińskiego, będąc siedzibą starostwa niegrodowego.
Wzmianki o pierwszych kasztelanach małogoskich pochodzą z XIII wieku.

## Kasztelanowie małogoscy
- Dobiesz, Dobiesław herbu Odrowąż 1224–1227
- Mirosław herbu Lubowla 1229–1231
- Zdzisław 1239
- Przybysław 1246–1250
- Wojsław herbu Półkozic 1256
- Mikołaj herbu Zadora 1259–1263
- Boksza 1270–1275
- Piotr Bogumiłowic 1282–1284
- Marcin 1286–1290
- Piotr z Mokrska herbu Jelita 1306–1310
- Dobiesław 1316–1325
- Stanisław Jelitko z Mokrska herbu Jelita 1354–1371
- Pietrasz (Piotr) z Korytnicy herbu Jelita 1373–1388
- Strasz z Białaczowa, Kościelnik herbu Odrowąż 1391–1407
- Grot z Jankowic herbu Rawicz 1411–1425
- Paweł, Paszek Złodziej z Biskupic herbu Niesobia 1426
- Stanisław Ligęza z Gorzyc, Przecławia herbu Półkozic 1439–1459
- Jakub z Dębna, Dembiński herbu Odrowąż 1460
- Mikołaj Róża z Borszowic herbu Poraj 1462–1468
- Zbigniew Bąk z Bąkowej Góry, Grodkowic herbu Zadora 1462–1467
- Andrzej z Tęczyna Tęczyński 1468–1474
- Jan Sienieński z Sienna i Oleska herbu Dębno 1478–1506
- Jan Oleśnicki z Bochotnicy herbu Dębno 1506–1512
- Adam Drzewicki herbu Ciołek 1515
- Wiktor Sienieński herbu Dębno 1515–1530
- Stanisław Spinek herbu Prus I 1530–1531
- Piotr Zborowski herbu Jastrzębiec 1531–1548
- Jan Leżeński herbu Nałęcz 1549–1563
- Jan Tarło ze Szczekarzowic herbu Topór 1563–1565
- Hieronim Modliszewski herbu Łabędź 1565–1567
- Krzysztof Lanckoroński herbu Zadora 1567–1589
- Andrzej Firlej herbu Lewart 1589–1590
- Sebastian Lubomirski herbu Szreniawa bez Krzyża 1591–1598
- Mikołaj Oleśnicki z Bochotnicy herbu Dębno 1598–1609
- Jan Zbigniew Ossoliński herbu Topór 1603
- Jan Stanisław Lasocki herbu Dołęga 1611–1619
- Jan Baranowski herbu Jastrzębiec 1619–1624
- Jerzy Kochanowski herbu Korwin 1625–1633
- Sebastian Wołucki herbu Rawicz 1633–1645
- Mikołaj Chlewicki herbu Odrowąż 1654–1661
- Stanisław Skarszewski herbu Leszczyc 1661–1667
- Aleksander Derszniak herbu Korczak 1668–1684
- Jan Franciszek Lipski herbu Łada 1689–1694
- Mikołaj Krasiński herbu Ślepowron 1694–1706
- Antoni Czermiński herbu Wieniawa 1706–1729
- Teodor Konstanty Orzechowski Biberstein herbu Rogala 1729–1730
- Stanisław Rupniewski herbu Szreniawa 1730–1763
- Adam Zygmunt Pełka herbu Radwan 1764–1777
- Paweł Chościak Popiel herbu Sulima 1777–1784
- Józef Sołtyk herbu własnego 1784–1786
- Kajetan Bystrzanowski herbu Starykoń 1786 zm. 1807 ostatni kasztelan małogoski. Ma tablicę epitafijną na murze stacji Męki Pańskiej przy kościele oo. Reformatów w Krakowie.